# Herausforderung (Schulprojekt)
Beim Schulprojekt Herausforderung verlassen die Schüler für zehn Tage bis drei Wochen das gewohnte Lernumfeld Schule, um selbst geplante Projekte durchzuführen und dabei schwierige Situationen gemeinsam zu bewältigen. Das Lernen konzentriert sich dann nicht rein auf Fachinhalte, sondern meint den Ausbau von sozialen und personalen Fähigkeiten und Fertigkeiten und nimmt die Schüler in die Verantwortung für den eigenen Lernprozess. Das Schulprojekt „Herausforderung“ breitet sich seit Mitte der 2000er-Jahre an deutschen Schulen aus. Nach dem sich zunächst primär reformpädagogisch orientierte Schulen für das Projekt interessiert haben, steigt das Interesse seitens öffentlicher Schulen in den letzten Jahren.

## Ursprünge der Idee Herausforderung als Schulprojekt
Reformpädagogische Vorstellungen von ganzheitlicher Bildung und dem Lernen an und in der Natur sind als Vorläufer der Herausforderung zu nennen, insbesondere die Wandervogelbewegung. Hinzu kommen Vorstellungen von Entschulung und Bewährung, die vor allem durch Hartmut von Hentig mit Schule neu denken und Bewährung wieder neu in die Diskussion gebracht wurden. Von Hentig geht es darum, dass schulische Bildung vor allem in der Phase der Pubertät mehr sein müsse als reine Wissensvermittlung, dass veränderte Kindheit und veränderter Medienkonsum zu einem Mangel an Primärerfahrungen führten, worauf die Schule mit entsprechenden Angeboten reagieren sollte, damit notwendige Entwicklungsaufgaben weiter durch die Jugendlichen bewältigt werden können. Hinzu kamen vermehrt die Ideen der Erlebnispädagogik, in der Herausforderungen als wesentliches Mittel zur Generierung von Bewältigungssituationen eingesetzt werden.
Die Hamburger Winterhuder Reformschule gilt als eine der ersten Schulen, die in mit einem derartigen Projekt auch medienwirksam in Erscheinung trat. Parallel dazu entwickelten andere Schulen eigene Konzepte, wie beispielsweise die Evangelische Schule Berlin Zentrum (ESBZ) oder die Bielefelder Laborschule. Vor allem  die STS Winterhude und die ESBZ waren in der Folge Inspiration für weitere Schulen bundesweit, das Projekt selbst zu erproben und zu implementieren, so dass inzwischen über 50 Schulen das Projekt umsetzen.

## Konzeptioneller Ansatz und gewünschte Kompetenzentwicklung
Mit dem Ansatz des Schulprojekts Herausforderung ist die Hoffnung verbunden, den pubertären Schülern mittels eigener Erfahrungen in außerschulischen Bewährungssituationen Kompetenzzuwächse im sozialen, emotionalen und personalen Bereich zu ermöglichen. In der Regel geht es in den ganz unterschiedlich ausgestalteten Projekten für die Schüler darum, die eigene Komfortzone zu verlassen. Dazu verlassen die Schüler das Klassenzimmer, um in selbstgewählten und selbstgestalteten Projekten mehrere Wochen unterwegs zu sein und dabei möglichst die eigenen Grenzen zu erfahren. Die Schüler planen und arbeiten an den Herausforderungsschulen zusätzlich zum eigentlichen Unterricht meist ca. 4–6 Monate an der Vorbereitung (Planung, Finanzierung) des Projekts. Lehrkräfte begleiten diesen Prozess mit einer Haltung der Zurückhaltung, denn damit geht ein Rollenwechsel zwischen Lehrkräften und Schülern einher. Die Verantwortungsübernahme der Schüler sollte entsprechend gleich zu Beginn stärker herausgestellt werden, damit sie jeder im Unterschied zu lehrerseitig geplanten Aktivitäten versteht. Um die Verantwortungsübernahme durch die Schülergruppe zu ermöglichen, halten sich die erwachsenen Begleiter auch während einer solchen Unternehmung zurück und greifen nur in wirklichen Gefahrensituationen ein. Viele der Herausforderungen sind sportlich, beispielsweise längere Fahrradtouren oder Wanderungen bis hin zur Alpenüberquerung. Vor allem geht es aber darum, dass die Jugendlichen den bekannten Rahmen verlassen und sich auf die selbstverantwortete Reise begeben. Es geht darum, dass gewohnte Handlungsroutinen durchbrochen werden und eine gewisse Unsicherheit entsteht, ob die Situationen bewältigt werden kann, wodurch alle verfügbaren Kräfte und Fähigkeiten mobilisiert werden. Das pädagogische Setting hält dabei häufig absichtlich Entbehrungen bereit, indem etwa mit begrenztem Geld, improvisierten Schlafplätzen oder ohne Technik ausgekommen werden muss. Dies soll dazu beitragen, dass die Schüler gemeinsam Lösungen für die unterwegs entstehenden Probleme finden. Dies soll unter anderem die Frustrationstoleranz und das Durchhaltevermögen schulen, aber auch Mitbestimmung und demokratische Entscheidungsfindung in der Gruppe einüben. Insgesamt geht es um die Erfahrung der Selbstwirksamkeit, die damit verbunden ist, eine schwierige Situation bewältigt und das selbstgesteckte Ziel erreicht zu haben. Inwiefern das Schulprojekt diese hochgesteckten pädagogischen Ziele erreichen kann, ist durchaus umstritten. Seit 2011 beschäftigt sich der Forschungsverbund HeRiS neben der Frage der Ausbreitung des Innovationsprozesses Herausforderung auch mit der Frage der Wirksamkeit des Projekts.
Neben der gewünschten Kompetenzentwicklung auf Ebene der Schüler korreliert das Vorhandensein des Projekts Herausforderung häufig mit der Innovationsfreudigkeit einer Schule. Die Planungsphase kann bspw. in Form des Schulfaches Verantwortung oder eines FreiDays stattfinden. An einigen Schulen mit Herausforderung wird auch die Unterrichtsorganisation in Lernbüros umgesetzt.

## Beispiele für durchgeführte Herausforderungsprojekte
Je nach Bedingungen und jeweiligem Konzept der Schulen sind die Herausforderungen sehr unterschiedlich. Grundsätzlich muss zwischen gebundenen und freien Herausforderungen unterschieden werden. Hierbei meint gebunden, dass eine Schülergruppe in Begleitung schulischen Personals unterwegs ist. Die Lehrkräfte oder Schulsozialarbeiter sind hierbei zwar formal Fahrtenleitung, was auch versicherungstechnische Gründe hat, halten sich aber im Sinne einer Lernbegleitung zurück, überlassen den Schülern den größten Teil der Planung und Durchführung ihrer Herausforderung und unterstützen gegebenenfalls bei der Reflexion. In der Regel bewältigt eine heterogene, häufig inklusive Schülergruppe gemeinsam eine Herausforderung, wodurch neben den genannten Aspekten zur Kompetenzentwicklung das soziale Lernen eine größere Rolle spielt. Beispiele für Schulen mit gebundenen Herausforderungen sind die Reformschule Winterhude oder die Berliner Heinz-Brandt-Schule. Daneben existiert der Ansatz der freien Herausforderung, der vor allem von der Evangelische Schule Berlin Zentrum (ESBZ) sowie im Schulnetzwerk Schule im Aufbruch verbreitet wird. Hier findet sich meist eine Schülergruppe, bestehend meist aus fünf bis sieben Teilnehmern zusammen, die die Herausforderung gemeinsam planen und bei der Durchführung von einer ehrenamtlichen Person begleitet werden. Dies sind dann häufig Studierende oder auch Ehrenamtliche aus dem Umfeld der Schulen, beispielsweise aus dem Familien- und Bekanntenkreis der Teilnehmer. Die freien Projekte liegen damit noch deutlich stärker in der Hand der Jugendlichen, weisen daher mitunter auch ein größeres Risiko des Scheiterns auf.
| gebundene Herausforderungen                              | freie Herausforderungen  |
| -------------------------------------------------------- | ------------------------ |
| Alpencross bzw. Alpenüberquerung von Bayern nach Italien | Mit dem Rad nach Holland |
| Pilgern auf dem Jakobsweg in Spanien                     | Arbeit auf dem Pferdehof |
| Survival in Norwegen                                     | Kanutour                 |
| Mit dem Longboard zur Ostsee                             | Wandern                  |
| Mit dem Rad nach Paris                                   | Leben im Kloster         |

### Schulen mit Herausforderung (Auswahl)
- 4. Gesamtschule Aachen
- Deutschhaus-Gymnasium Würzburg
- Evangelische Schule Berlin Mitte/Zentrum
- Evangelisches Gymnasium Siegen-Weidenau
- Fritz-Karsen-Schule Berlin-Britz
- Geschwister-Scholl-Schule Konstanz
- Gesamtschule Wuppertal-Langerfeld
- Heinrich-von-Stephan-Gemeinschaftsschule
- Heinz-Brandt-Schule (ISS) Berlin-Weißensee
- IGS Herder
- IGS Garbsen
- Laborschule Bielefeld
- Matthias-Claudius-Schulen Bochum
- Ostseeschule Flensburg
- Otto-Hahn-Gymnasium Göttingen
- PRIMUS-Schule Schalksmühle
- Schulen der Brede
- Winterhuder Reformschule Hamburg
- Willy-Brandt-Gesamtschule München
- Evangelisches Gymnasium Cottbus

## Begleitforschung: Forschungsverbund HeRiS
Das Forschungsprojekt Herausforderungen als eigenständige Reformaktivität innovativer Schulen (HeRiS) ist eine wissenschaftliche Begleitung und Evaluation des Schulprojekts Herausforderung. Initiiert und durchgeführt wird die Begleitung seit 2011 durch ein Netzwerk deutscher Bildungsforschung unter Federführung von Matthias Rürup, Institut für Bildungsforschung (IfB) an der School of Education, Bergische Universität Wuppertal. Inzwischen erwuchs aus dem ursprünglichen Forschungsprojekt ein Netzwerk aus Forschenden und Schulen.
Im April 2019 wurden der Forschungsverbund HeRiS und vor allem die Zusammenarbeit zwischen Bildungsforschung und Schule im Rahmen der 28. Trinationalen EMSE-Tagung an der FH Nordwestschweiz in Solothurn vorgestellt.
Durch den regelmäßigen Austausch innerhalb des Forschungsverbundes entstand ein Netzwerk aus Forschern und Lehrkräften, die gemeinsam auch Problemstellungen wie beispielsweise mögliche aufsichtsrechtliche Einschränkungen für das Projekt diskutierten. Im Frühjahr 2023 erschien eine durch den Forschungsverbund in Zusammenarbeit mit vielen Praktikern der vernetzten Schulen erarbeitete Publikation mit dem Titel Herausforderung – eine Projektidee macht Schule bei Beltz.

### Konzeption
Der Forschungsverbund HeRiS sucht den direkten Austausch mit den Schulen und bietet für diese eine Begleitforschung an, wobei hier die Schulen aus unterschiedlichen Modulen wählen können, um das Projekt Herausforderung zu evaluieren. Es werden quantitativ längsschnittartige als auch summativ evaluative Befragungen an den einzelnen Schulen durchgeführt. Die Schule erhält im Auswertungsbericht eine Rückmeldung zu den Erfahrungen und Einschätzungen der Teilnehmenden. Durch die Beteiligung von Schulen aus dem gesamten Bundesgebiet mit jeweils unterschiedlichen Rahmenbedingungen lassen sich durch den Forschungsverbund Gemeinsamkeiten und Unterschiede zur Umsetzung der Idee der „Herausforderungen“ herausarbeiten. In den Vergleich werden auch die Erfahrungen von Studierenden eingebunden, die im Rahmen teilnehmender Beobachtungen als Coaches von Herausforderungen studentische Forschungsarbeiten beisteuern.
Die Untersuchung der Wirksamkeit der Projekte stellt die erste systematische wissenschaftliche Auseinandersetzung mit dem Projekt Herausforderung dar, welches von etlichen Schulen als Vorzeigeprojekt zur Persönlichkeitsentwicklung der Schüler beworben wurde, ohne dass hierfür bisher eine wissenschaftliche Evidenz vorlag. Dass Effekte im Bereich der persönlichen und sozialen Fähigkeiten der Schüler zu messen sind, konnte bereits durch erste Auswertungen gezeigt werden. Welche Wirkungszusammenhänge vorliegen, welche Stellschrauben existieren, um gewünschte Effekte zu verstärken, bedarf der weiteren Untersuchung.

### Beteiligte Institutionen und Ansprechpartner
- Bergische Universität Wuppertal (Matthias Rürup)
- Technische Universität Eindhoven (Kerstin Helker)
- Universität Siegen (Jörg Siewert)
- Universität Koblenz-Landau (Michael Zimmer-Müller, Dirk Sponholz)